# Une faible femme
Pour plus de détails, voir Fiche technique et Distribution.
Une faible femme est un film français adapté d'une comédie de Jacques Delval parue en 1920. Ce film, réalisé par Max de Vaucorbeil, est sorti en 1933.

## Fiche technique
- Titre : Une faible femme
- Réalisation : Max de Vaucorbeil
- Scénario : Max de Vaucorbeil, d'après la pièce de Jacques Deval
- Photographie : Harry Stradling
- Musique : Ralph Erwin, André Hornez et André Mauprey
- Société de production : Paramount Pictures
- Pays d'origine :  France
- Durée : 73 minutes
- Date de sortie : France, 20 mars 1933

## Distribution
- Meg Lemonnier : Arlette
- André Luguet : Henri
- Pierre de Guingand : Serge
- Betty Daussmond : Mme Benoit-Lenger
- Germaine Roger : Jacqueline
- Nane Germon
- Lucien Callamand : le domestique
- Sinoël